# Karayakuplu, Körfez
Karayakuplu là một xã thuộc huyện Körfez, tỉnh Kocaeli, Thổ Nhĩ Kỳ. Dân số thời điểm năm 2010 là 208 người.